# Kabupaten Belitung Timur
Kabupaten Belitung Timur (engelska: East Belitung Regency) är ett kabupaten i Indonesien.   Det ligger i provinsen Bangka-Belitung, i den västra delen av landet, 400 km norr om huvudstaden Jakarta. Antalet invånare är 106 463. Kabupaten Belitung Timur ligger på ön Pulau Belitung.